# Dan Wilson (Rockmusiker)

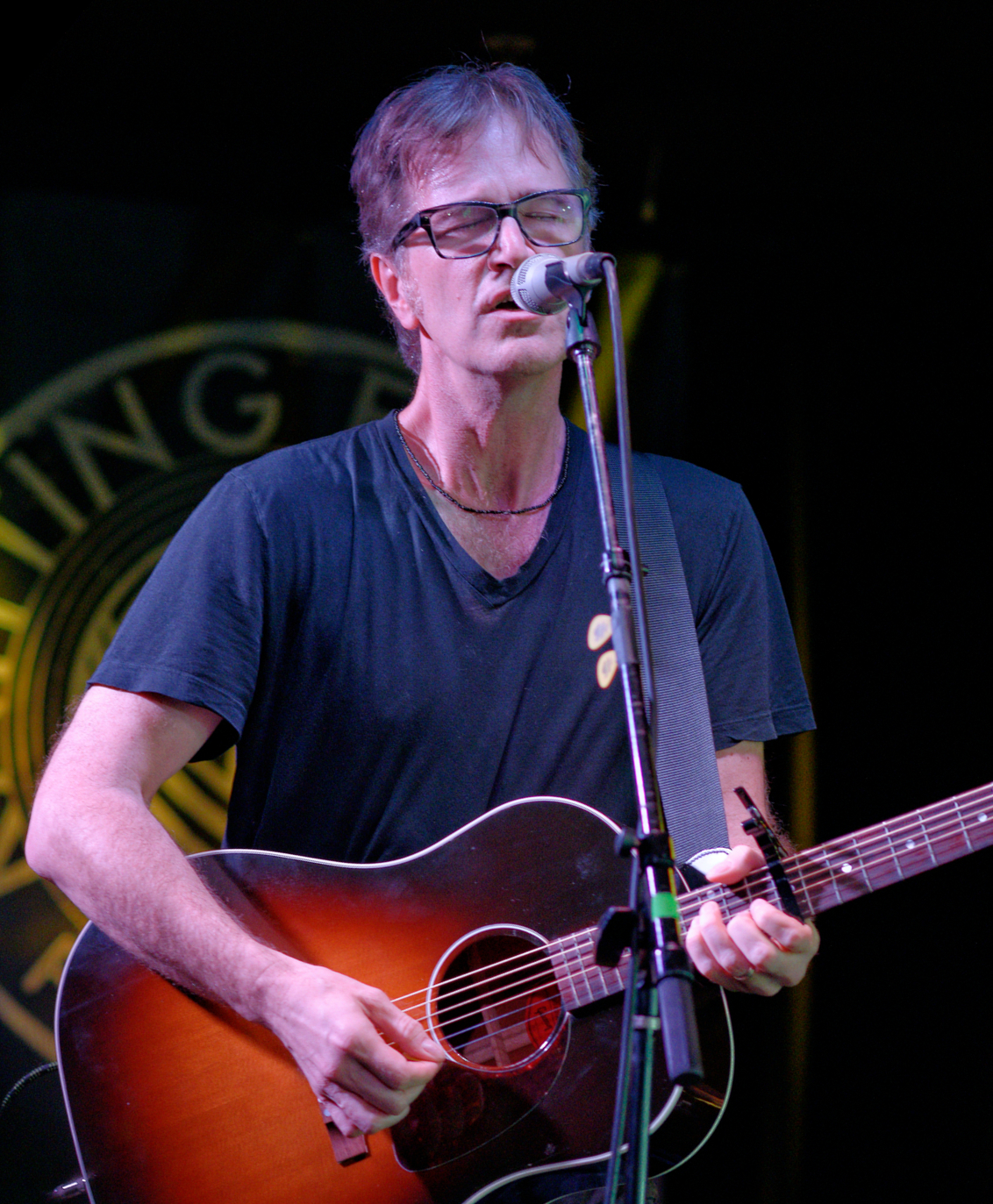
Dan Wilson (2014)

Daniel Dodd Wilson (* 20. Mai 1961) ist ein US-amerikanischer Rockmusiker, Songwriter, Musikproduzent und Zeichner.

## Karriere

### Anfänge
Wilson wuchs in St. Louis Park in Minnesota auf. Er studierte an der Harvard University Kunstwissenschaft mit dem Schwerpunkt Bildende Kunst. Er schloss sein Studium 1983 in Kunst- und Umweltwissenschaften mit der Höchstnote summa cum laude ab. Außerdem erhielt er als erster Preisträger den Louis Sudler Preis für herausragendes künstlerisches Talent. Zur gleichen Zeit studierte auch sein Bruder Matt Wilson in Harvard, mit dem er in den Bands „Animal Dance“ und „Love Monsters“ spielte.
Nach einigen Jahren als Zeichner trat er 1987 der Band Trip Shakespeare bei, die sein Bruder zuvor mit John Munson und Elaine Harris gegründet hatte und die Psychedelic Rock produzierte. Hieraus entstanden bis 1991 drei Alben und eine EP. Im Jahr darauf löste sich die Band auf, doch Wilson nahm mit seinem Bruder noch zwei weitere Alben im Sinne der Band auf: Minneapolis 2010 und Minneapolis 2013.

### Semisonic
Nach der Auflösung von Trip Shakespeare gründete Wilson mit Munson und Jacob Slichter im Jahr 1992 die Band Semisonic. Das erste Album Great Divide wurde 1996 positiv aufgenommen, aber der Durchbruch gelang erst 1998 mit Feeling Strangely Fine, dessen Single Closing Time Platz 25 der britischen Charts erreichte. Außerdem erhielt die Single eine Grammy-Nominierung als Bester Rocksong. Die Single Secret Smile aus dem gleichen Album erreichte in Großbritannien Platz 13 der Charts. Schließlich veröffentlichte die Band 2001 noch das Album All About Chemistry, aber die damit verbundene Tour war die bislang letzte. Im Jahr 2020 erschienen noch eine Single und eine EP.

### Solokünstler
Wilsons Debütalbum als Einzelkünstler erschien 2007 unter dem Titel Free Life. Es erschien bei American Recordings, wurde von Rick Rubin produziert und enthält unter anderem Songs von Munson und Slichter sowie weiteren Sängern aus Minneapolis. Die Zeitschrift „The A.V. Club“ schrieb über das Album, dass es durch Wilsons Instinkt für hervorragende Songs funktioniere und man ihm die Freude anhöre. Auch sei mit dem Album klar, dass das Liedermachen nicht tot sei. Das Lied Breathless wurde ein großer Erfolg in Griechenland, weshalb Wilson 2009 dort beim MAD Video Music Award auftrat.
Sein zweites Album Love Without Fear erschien 2014 und zeigt Lieder von Sara Bareilles, Missy Higgins, Lissie, Natalie Maines und Sara Watkins. Nach Wilson geht es im Album um Einsamkeit, Verlustangst und den Wunsch nach Gemeinschaft und Zusammenhalt. Außerdem sei das Album eine Mischung aus Americana und den Beatles. Die überwiegend positiven Rezensionen hoben Wilsons Fähigkeiten als Songwriter hervor und lobten die Mischung der Musikstile.
Sein drittes Album Re-Covered versammelt 2017 von ihm für andere Künstler produzierte Songs in einer neuen Interpretation. So etwa ein Cover von Someone like You, das er 2011 mitgeschrieben hatte. Seit 2018 veröffentlicht er unregelmäßig Singles, da er sich nicht an die starre Form eines Albums binden wolle. Ab 2017 organisierte er Konzerte, bei denen er mitproduzierte Lieder sang und Hintergrundinformationen zur Produktion gab. Die Veranstaltung unter dem Titel Words and Music by Dan Wilson fand in verschiedenen amerikanischen Städten statt.

### Songwriter und Produzent
Wilson arbeitete bereits mit verschiedenen Künstlern zusammen. Pink sagte, dass er Lieder wirklich herstelle und dabei tief über die Texte nachdenken würde. Auch hätte die Kollaboration sie selbst als Songwriterin weitergebracht. Adele gab an, dass Wilson tiefe Gefühle in ihr geweckt habe und sie sich öffnen konnte.
Im Jahr 2006 arbeitete Wilson mit den Dixie Chicks an ihrem Album Taking the Long Way. Der Song Not Ready to Make Nice wurde bei den Grammy Awards 2007 als Bestes Lied des Jahres ausgezeichnet. Mit Adele arbeitete er für deren Album 21 zusammen, wobei er an den Liedern Don’t You Remember, One and Only und besonders an Someone like You mitschrieb. Letzteres wurde ein Welterfolg und ist das meistverkaufte Lied in Großbritannien. Zudem gewann es bei den Grammy Awards 2012 die Kategorie Beste Pop-Solodarbietung.

### Zeichner
Wilson gestaltete die Cover von zwei Alben seiner ersten Band Trip Shakespeare sowie die seiner Soloalben Free Life und Love Without Fear. Außerdem stammen von ihm die Illustrationen für sein Lied A Song Can Be About Anything. Auf Tumblr veröffentlicht er unter dem Titel DW Sketchbook regelmäßig Zeichnungen. Einige seiner Zeichnungen wurden auch von The Wall Street Journal auf ihrem Kunstblog hervorgehoben.

## Privatleben
Wilson ist mit Diane Espaldon verheiratet, die zur selben Zeit wie er in Harvard studierte. Sie haben zwei Töchter.

## Diskografie (Auswahl)

### Singles
- 2007: Cry
- 2009: Breathless
- 2011: Soft Picasso
- 2013: Disappearing
- 2014: Love Without Fear
- 2014: A Song Can Be About Anything
- 2015: The Hottest Christmas Eve Ever
- 2016: Yoko
- 2018: Are You Lonely Tonight, Mrs. Claus?
- 2018: Christmassy
- 2018: Uncanny Valley
- 2018: We Ain't Telling
- 2019: Last December
- 2019: Sunshine
- 2019: Too Much ii
- 2019: A Modest Proposal
- 2019: The Rules
- 2019: Fly Safe
- 2020: Try Love
- 2020: The Real Question
- 2020: Red Light
- 2020: Superfan
- 2020: Eventually
- 2021: Under The Circumstances
- 2022: On The Floor (Perfume-Genius-Cover)
- 2022: Dancing On The Moon[23]

### Alben
- 1998: Dan Wilson Live @ Bryant Lake Bowl
- 2001: DW Live @ the CCC[24]
- 2007: Free Life
- 2008: Be Free EP
- 2008: Live at the Electric Fetus
- 2009: Dan Wilson Live at the Pantages (Konzert am Minneapolis Pantages Theatre)[25]
- 2014: Love Without Fear
- 2017: Re-Covered
- 2022: Dancing On The Moon EP

### Semisonic
- 1993: Pleasure
- 1995: Pleasure EP
- 1996: Great Divide
- 1998: Feeling Strangely Fine
- 2001: All About Chemistry
- 2003: One Night at First Avenue (live)
- 2018: Feeling Strangely Fine (20th Anniversary Reissue)
- 2020: You're Not Alone (EP)
- 2023: Little Bit of Sun

### Filmmusik
Als Musiker
- 1996: The Long Kiss Goodnight Soundtrack – Semisonic's FNT
- 1999: American Pie – Wie ein heißer Apfelkuchen Soundtrack – Good Morning Baby
- 1999: Together in Concert: Live (von Bic Runga)
- 1999: Friends Again – Semisonic's Delicious
- 1999: 10 Dinge, die ich an Dir hasse – Semisonic's FNT
- 1999: Never Been Kissed Soundtrack – Semisonic's Never You Mind
- 1999: For the Love of the Game – Semisonic's For the Love of the Game
- 2001: Summer Catch – Semisonic's Over My Head
- 2009: All About Steve Soundtrack – Sugar
- 2010: Dear John Soundtrack – You Take My Troubles Away (mit Rachael Yamagata)
- 2019: Big Little Lies Season 2 Soundtrack – That Was Yesterday (mit Leon Bridges)

Als Produzent
- 2010: The Twilight Saga: Eclipse – Ours (The Bravery)
- 2010: The Kid – Boy (KT Tunstall)
- 2013: Spark: A Burning Man Story – We Ride (Missy Higgins)
- 2013: Safe Haven – We Both Know (Colbie Caillat & Gavin DeGraw)
- 2014: The Fault In Our Stars – Tee Shirt and Best Shot (Birdy)
- 2023: American Symphony – It Never Went Away (Jon Batiste)[26]
- 2023: Love Again – Love Again (Celine Dion)[27]